# María Rosa Cervera Sardá
María Rosa Cervera Sardá conocida como Rosa Cervera (Madrid) es una arquitecta española, doctora por la Escuela Técnica Superior de Arquitectura de Madrid (ETSAM) en 1989 y reconocida a nivel internacional por sus investigaciones sobre arquitectura sostenible y Biónica.

## Trayectoria
Rosa Cervera es arquitecta por la Escuela Técnica Superior de Arquitectura de Madrid (ETSAM) en 1978 y doctora por la Universidad Politécnica de Madrid (UPM) en 1989. Como docente ha impartido clases de Composición Arquitectónica y en varios máster universitarios, entre otros el  Máster Universitario en Proyectos Avanzados de Arquitectura y Ciudad. Ha sido Directora de la Escuela de Arquitectura y Geodesia de la Universidad de Alcalá de Henares entre 2004 y 2007, en la que es Catedrática de Universidad desde 2018. Ha sido profesora visitante en diversas universidades, entre otras, la Universidad de Columbia de New York (2009-2010) y la Universidad de Miami (2015).
Además participa en conferencias y seminarios universidades  estadounidenses, peruanas, bolivianas, chinas, indias, como Columbia, Miami, Universidad de Zhejiang o Chandigarh Collage of Architecture, entre otras. Ha publicado artículos y libros sobre arquitectura, destacar «Espacio y Tiempo en Composición Arquitectónica» (2018), “Recycling Mumbai. Re-envisioning the slum” (2012), “Arquitectura y Biónica” (2011) y “Madrid, Ciudad Reciclada” (2011),  “El Hierro en la arquitectura madrileña del siglo XIX” (2006).
Ha recibido premios tanto por sus trabajos de investigación como por sus trabajos profesionales. Destacar el premio honorífico de la Fundación Spectrum y Architecure + Design en reconocimiento a su obra arquitectónica y a sus investigaciones, en cuanto ambas aportan en el desarrollo de la Biónica, con el Golden Global Award, premio recibido en Singapur en 2008. En 2017 por el trabajo Las experiencias en entornos vulnerables: mejora integral del Barrio Satélite Norte (Santa Cruz de la Sierra-Warnes, Bolivia), realizado en colaboración con otros tres compañeros arquitectos, recibió el XII Premio del Consejo Social a la Trasferencia de Conocimiento Universidad-Sociedad, de la Universidad de Alcalá. En su trayectoria profesional ha ganado concursos como el de la Embajada de la República Popular China en España.
Entre sus trabajos recientes cabe mencionar la Embajada de la República Popular China en Madrid (España); V Towers en Kolkata (India); Fengcheng Spanish Town, Shanghái (China); Sede de Sberbank en Vorónezh (Federación de Rusia); Xi Xi Villa, en Hangzhou (China); BPTP - Centra One, en Gurgaon, Nueva Delhi (India); Torre Shiwalik, en Chandigarh (India); Cámara de Venusian, en Dappar Punjab (India); Plaza Tai Dai, en Chengdu (China); centro de salud Numancia en Madrid (España); centro de atención primaria Santa Isabel en Zaragoza; Club de Tenis Couder en Madrid; sanidad exterior en Sevilla; Jefatura de Policía, en Madrid; centro de la juventud y pabellón polideportivo en San Agustín del Guadalix; Casa del arqueólogo en Alcalá de Henares; plaza Central en Satélite Norte (Bolivia); Remodelación de los antiguos hangares de la Universidad de Alcalá.
Sus investigaciones y obra construida integran la sostenibilidad, la biónica y la composición con el objetivo de buscas la eficiencia en el uso de los recursos materiales utilizados en la construcción de los edificios y de la ciudad. Participa en foros y debates para promover el conocimiento intercultural. Colabora con instituciones que desarrollan estas visiones pluriculturales. Así, desde 2020 es presidenta de Cátedra China coordinando actividades, moderando debates o proponiendo nuevos proyectos. Es directora del estudio Rosa Cervera Arquitectos.

#### Arquitectura sostenible
El concepto de arquitectura sostenible comienza en los años finales del siglo XX cuando se busca una forma más sostenible de habitar, en sintonía con la vida en su naturaleza ecológica. Así nació el  proyecto de Torre Biónica como propuesta de las investigaciones teóricas. Cervera ha continuado desarrollando trabajos alineados con la sostenibilidad tanto en sus investigaciones como en sus proyectos y obras de arquitectura y urbanismo.
Destacar trabajos de Cervera para la ciudad de Madrid como la publicación, Madrid, ciudad reciclada, realizada en colaboración con varios autores, en la que profundiza en aspectos concretos de lo biológico, como es la realidad de los residuos con el problema de control biológico que supone, planteando nuevas soluciones a través del reciclaje urbano que se materializan en planteamientos como las 3R, la Rehabilitación, Renovación y Regeneración Urbana que ya recoge desde 2013 la Ley 8/2013, de 26 de junio, de rehabilitación, regeneración y renovación urbanas.

## Obras seleccionadas

#### Tesis doctoral
- 1989 El Hierro en la arquitectura madrileña del siglo XIX (publicado en 2006).[14]

#### Otras publicaciones
- 2009 Madrid, ciudad reciclada.[11][12]
- 2011 Arquitectura y Biónica.
- 2012 Urbanismo genético y ciudad viva = genetic urbanism & living city.[10]
- 2018 Espacio y Tiempo en Composición Arquitectónica.[10]
- 2019 Biónica, Biomimética y Arquitectura. Aprendiendo de la Naturaleza /Bionic, Biomimicry and Architecture. Learning from Nature.[10]

#### Arquitectura y urbanismo
- Embajada de la República Popular China en Madrid.[9]
- Escuela secundaria FengXiang en Shanghái.
- Torre BPTP en Nueva Delhi, India.[15]

## Reconocimientos
- 2008 Premio Golden Global Award, Fundación Spectrum y Architecture + Design, Singapur.[6]
- 2017 XII Premio del Consejo Social a la Trasferencia de Conocimiento Universidad-Sociedad, de la Universidad de Alcalá.
- 1989 Premio Antonio Maura de Investigación Científica del Ayuntamiento de Madrid
- 1989 Premio COAM (Colegio Oficial de Arquitectos de Madrid) de Investigación
- Desde 2020 es presidenta de Cátedra China.[8][7]